# José Domingo Molina
José Domingo Molina (San Fernando del Valle de Catamarca, 26 de septiembre de 1896-Buenos Aires, 5 de abril de 1969) fue un militar argentino que llegó a teniente general. Fue el presidente de la Junta Militar cuando la autodenominada Revolución Libertadora derrocó a Juan Domingo Perón tras el golpe de Estado del 16 de septiembre de 1955
Juan Domingo Perón delegó en un grupo de militares de alto cargo de su confianza, entre los cuales estaba José Domingo Molina como el de mayor rango,  la responsabilidad de "dialogar" con los militares golpistas. A los pocos días del golpe fue tomado prisionero por los militares golpistas y recluido en distintas prisiones (Magdalena, La Cañonera, Las Heras y en el Sur) hasta 1958. Su abuelo fue Nicolás Avellaneda, presidente de Argentina entre 1874 y 1880.

## Familia
Nieto de Nicolás Avellaneda e hijo de Daniel Molina Avellaneda y Melitona Gómez, José Domingo Molina contrajo matrimonio en Buenos Aires el 15 de febrero de 1928 con Delina del Carmen Botana, nacida el 20 de octubre de 1899.Nombrado en 1953 Comandante en Jefe del Ejército de Argentina.

## Carrera militar
Cursó sus estudios en el Colegio Militar de la Nación, ingresando en 1914 y egresando en 1917. Luego cursó en la Escuela Superior de Guerra.
Fue subjefe de la Policía Federal Argentina. Antes de llegar a comandante en jefe del Ejército Argentino, José Domingo Molina se desempeñó en dos ocasiones como director general de la Gendarmería Nacional Argentina, siendo general de brigada, desde 1945 hasta 1947.
En 1947 Molina fue promovido al grado de general de división. En ese año es designado director general de Intendencia del Ejército Argentino. En 1949 es nombrado por segunda vez director general de la Gendarmería Nacional Argentina; ejerció funciones en este cargo hasta 1952, cuando fue nombrado jefe de la Guarnición de Buenos Aires.

### Designación al frente del Ejército Argentino
Durante el segundo gobierno de Juan Domingo Perón, José Domingo Molina, en ese momento con el grado de general de división, tuvo el mando de los 17000 efectivos del ejército que acompañaron los restos de Eva Perón desde el Congreso de la Nación donde habían sido velados hasta el local de la Confederación General del Trabajo. Tras la repentina muerte del teniente general Alfredo Andrés Ávalos fue ascendido a teniente general y nombrado comandante del Ejército en noviembre de 1953.

### Creación de la Junta Militar y derrocamiento de Perón
El general Eduardo Lonardi encabezó el 16 de septiembre de 1955 un alzamiento militar tendiente a derrocar al presidente Juan Domingo Perón, quien el día 19 escribió una carta confusa dirigida al general de división Franklin Lucero, que parecía ser una carta de renuncia.  Lucero no quiso tomar la decisión y convocó a una reunión de generales a la que acudieron más de treinta de ellos. Debido al número de presentes, Molina presidió esa reunión por ser el de mayor rango. Estuvieron también en el lugar el comandante en jefe de la marina, almirante Carlos Rivero de Olazábal y el de aeronáutica, brigadier general Juan Fabri.. La junta resolvió en primer lugar -no sin dudas y discusiones- que la carta constituía una renuncia y contestaron a Lonardi mediante un comunicado que además fue leído por las radioemisoras bajo su control, en el que informaron sobre la renuncia e invitaron a los rebeldes a enviar una delegación para reunirse a negociar a las 24 horas en la sede del Cabildo de Buenos Aires o en la sede de la Corte Suprema de Justicia. Los rebeldes no confiaron en la cita y el almirante Isaac Francisco Rojas, al mando de los buques de guerra en operaciones, emitió un radiograma proponiendo que la delegación gubernamental concurriera a la nave insignia de la flota, el crucero La Argentina. La delegación integrada por los generales Forcher, Sampayo, Sacheri y Manni se embarcó a las 14 horas del día 20 en el rastreador Robinson rumbo a  Río Santiago.
Debido a que combatió contra el banco golpista y que se negó a sublevarse contra el gobierno constitucional de Juan Domingo Perón en Septiembre de ese año. Con la toma del poder por parte del dictador Eduardo Lonardi
Ese mismo día Perón manifestó que no se trataba de una renuncia real, aunque a la mañana siguiente pidió asilo político en el Paraguay. Las conversaciones entre los enviados de la Junta y los representantes de los revolucionarios que en principio iban a realizarse en Río Santiago se trasladaron al crucero 17 de Octubre. A esa altura de los acontecimientos la Junta era consciente de su impotencia para resistir al golpe de Estado, en especial porque fuerzas hasta ese momento leales al gobierno decidieron suspender la represión hasta que hubiera nuevas autoridades a las 9:40 horas se emitió un comunicado expresando "La junta militar en virtud de la autoridad que asumiera a continuación de la renuncia del excelentísimo señor presidente de la Nación, ha llegado a un total acuerdo con el comando de la oposición, aceptando los puntos estipulados con sus representantes. El día 22 de septiembre se hará cargo del gobierno provisional el general de división, retirado, Eduardo Lonardi".
El día 3 de octubre de 1955, Molina fue arrestado por el gobierno de Eduardo Lonardi, sin embargo posteriormente fue liberado.